# Белый Ануй
Белый Ануй (алт. Jаланай) — село в Усть-Канском районе Республики Алтай России, административный центр Белоануйского сельского поселения.

## История
В 1904 году открылась церковно-приходская школа. 

## География
Расположено в западной части Республики Алтай в горно-степной зоне и находится у рек Ануй, Кульчуг, Шиверта.
Абсолютная высота 913  метров выше уровня моря
.
Уличная сеть состоит из семи географических объектов: ул. Горького, ул. Заводская, ул. Колхозная, ул. Куйбышева, ул. Ленинская, ул. Молодежная, ул. Советская

## Население
| 2010 | 2011 | 2012 | 2013 | 2014 | 2015 |
| ---- | ---- | ---- | ---- | ---- | ---- |
| 803  | ↘801 | ↘778 | ↘758 | ↘752 | ↘735 |
| 2016 |      |      |      |      |      |
| ↗736 |      |      |      |      |      |

Национальный состав
Согласно результатам переписи 2002 года, в национальной структуре населения 
русские составляли 62 %, алтайцы  34 % от общей численности населения в 922 жителя

## Инфраструктура
МБОУ "Бело-Ануйская средняя общеобразовательная школа имени А. Х. Вязникова" (ул. Ленинская, д. 3).
Администрация сельского поселения.
Почтовое отделение БЕЛЫЙ АНУЙ (Молодежная ул, 3)

## Транспорт
Начальный пункт автодороги регионального значения «Белый Ануй — Барагаш» (идентификационный номер 84К-8) (Постановление Правительства Республики Алтай от 12.04.2018 N 107 «Об утверждении Перечня автомобильных дорог общего пользования регионального значения Республики Алтай и признании утратившими силу некоторых постановлений Правительства Республики Алтай»).
Находится на автодороге регионального значения «Черный Ануй — Верх-Ануй — Яконур» (идентификационный номер 84К-123).